# 蓬帕威·磋楚翁
蓬帕威·磋楚翁（1998年1月22日—），昵称Mew，泰國女子羽毛球單打運動員。她在學校有學一點中文，所以幫自己取了個中文名字李美妙。曾赢得2015年亚青賽和2016年世青賽女單亚軍。在国际赛中，多次代表泰国队于蘇迪曼盃和尤伯杯贏得奬牌的主力成员。同时，也是东南亚运动会女队团体赛金牌成员以及女單季军于（2017年）。

## 簡歷
2013年3月，蓬帕威·磋楚翁出戰越南羽毛球國際挑戰賽，这也是她首次參加成人級別的國際賽事，在女单决赛以0比2（14-21、19-21）不敌印尼的哈娜·拉曼迪尼，赢得亚军。同年8月，她出战新加坡羽毛球國際系列賽，在女单决赛以0比2（12-21、14-21）不敌赛会6号种子、队友的拉温达·巴宗哉，赢得亚军。
2014年4月，蓬帕威·磋楚翁代表泰国参加马来西亚亚罗士打举办的世界青年羽毛球錦標賽，随队赢得团体赛季军。同年4月，她出战樂魚羽毛球國際系列賽，在女单準决赛以0比2（15-21、20-22）不敌日本的永田麗。
2015年6月，蓬帕威·磋楚翁代表泰国参加本国举办的亞洲青年羽毛球錦標賽，赢得亚青赛女单亚军。同年9月，她出战哈爾科夫羽毛球國際賽，在女单决赛以0比2（16-21、10-21）不敌德国的奥尔佳·科农，赢得亚军。同年9月，她出战雪梨羽毛球國際賽，在女单决赛以2比1（21-11、14-21、21-19）击败了赛会3号种子、土耳其的奥兹格·巴伊拉克，夺得其首个单打国际赛冠军。同年12月，她出战印度羽毛球國際挑戰賽，在女单决赛以2比1（16-21、21-11、21-15）击败了赛会头号种子、大马一姐的鄭清憶，这也是她个人赢得第二个国际赛冠军。
2016年7月，蓬帕威·磋楚翁代表泰国参加本国举办的亞洲青年羽毛球錦標賽，随队赢得团体赛季军。同年9月，她出戰印尼羽毛球大師賽，在女單準决赛以1比2（21-16、15-21、15-21）不敌队友布桑兰·恩布鲁庞。同10月，蓬帕威·磋楚翁出戰中華台北羽球大師賽，在女單準决赛以0-3（8-11、4-11、5-11）败于日本的峰步美，连续二周赛事无缘闯进决赛。同年11月，她代表泰国参加西班牙毕尔巴鄂举办的世界青年羽毛球錦標賽，赢得团体赛季军和女单亚军。
2017年1月，蓬帕威·磋楚翁出戰馬來西亞羽毛球大師賽，在女單決賽以0比2（20-22、20-22）敗於赛会头号种子印度的塞娜·内维尔，屈居亞軍。同年3月，她出战越南羽毛球國際挑戰賽，在女单决赛以2比0（21-16、21-17）击败了赛会头号种子、越南的武氏妆，赢得冠军。同年8月，她代表泰国参加马来西亚吉隆坡举办的東南亞運動會羽毛球比賽，在率先进行的团体赛，泰国女队赢得金牌；而女单準決賽以1比2（9-21、21-10、18-21)不敌马来西亚新星的吳堇溦，赢得东运会女子单打季军。
2018年1月，蓬帕威·磋楚翁出戰泰國羽毛球大師賽，在女单决赛以0比2（11-21、18-21）不敌赛会头号种子、师姐的妮查恩·金达蓬，赢得亚军。
2019-5-22，在南宁苏迪曼杯小组赛对阵日本，苦战三局险胜山口茜。

## 主要比賽成績
只列出曾進入準決賽的國際賽事成績：
| 年份   | 賽事                     | 公開賽級別 | 項目     | 成績   |
| ------ | ------------------------ | ---------- | -------- | ------ |
| 2013年 | 越南羽毛球國際挑戰賽     | 國際挑戰賽 | 女子單打 | 亞軍   |
| 2013年 | 新加坡羽毛球國際系列賽   | 國際系列賽 | 女子單打 | 亞軍   |
| 2014年 | 世界青年羽毛球錦標賽     | 其他       | 混合團體 | 季軍   |
| 2014年 | 樂魚羽毛球國際系列賽     | 國際系列賽 | 女子單打 | 準決賽 |
| 2015年 | 亞洲青年羽毛球錦標賽     | 其他       | 女子單打 | 亞軍   |
| 2015年 | 哈爾科夫羽毛球國際賽     | 國際挑戰賽 | 女子單打 | 亞軍   |
| 2015年 | 雪梨羽毛球國際賽         | 國際挑戰賽 | 女子單打 | 冠軍   |
| 2015年 | 印度羽毛球國際挑戰賽     | 國際挑戰賽 | 女子單打 | 冠軍   |
| 2016年 | 亞洲羽毛球團體錦標賽     | 其他       | 女子團體 | 季軍   |
| 2016年 | 亞洲青年羽毛球錦標賽     | 其他       | 混合團體 | 季軍   |
| 2016年 | 印尼羽毛球大師賽         | 黃金大獎賽 | 女子單打 | 準決賽 |
| 2016年 | 中華台北羽球大師賽       | 大獎賽     | 女子單打 | 準決賽 |
| 2016年 | 世界青年羽毛球錦標賽     | 其他       | 混合團體 | 季軍   |
| 2016年 | 世界青年羽毛球錦標賽     | 其他       | 女子單打 | 亞軍   |
| 2017年 | 馬來西亞羽毛球大師賽     | 黃金大獎賽 | 女子單打 | 亞軍   |
| 2017年 | 亞洲羽毛球混合團體錦標賽 | 其他       | 混合團體 | 季軍   |
| 2017年 | 越南羽毛球國際挑戰賽     | 國際挑戰賽 | 女子單打 | 冠軍   |
| 2017年 | 蘇迪曼盃                 | 其他       | 混合團體 | 季軍   |
| 2017年 | 東南亞運動會羽毛球比賽   | 其他       | 女子團體 | 金牌   |
| 2017年 | 東南亞運動會羽毛球比賽   | 其他       | 女子單打 | 銅牌   |
| 2018年 | 泰國羽毛球大師賽         | 超級300賽  | 女子單打 | 亞軍   |
| 2018年 | 優霸盃                   | 其他       | 女子團體 | 亞軍   |
| 2018年 | 亞洲運動會羽毛球比賽     | 其他       | 女子團體 | 季軍   |
| 2019年 | 泰國羽毛球大師賽         | 超級300賽  | 女子單打 | 準決賽 |
| 2019年 | 蘇迪曼盃                 | 其他       | 混合團體 | 季軍   |
| 2019年 | 泰國羽毛球公開賽         | 超級500賽  | 女子單打 | 準決賽 |
| 2019年 | 東南亞運動會羽球比賽     | 其他       | 女子團體 | 金牌   |
| 2019年 | 東南亞運動會羽球比賽     | 其他       | 女子單打 | 銅牌   |
| 2020年 | 亞洲羽毛球團體錦標賽     | 其他       | 女子團體 | 季軍   |
| 2020年 | 西班牙羽毛球大師賽       | 超級300賽  | 女子單打 | 冠軍   |
| 2020年 | 世界羽聯世界巡迴賽總決賽 | 總決賽     | 女子單打 | 準決賽 |
| 2021年 | 瑞士羽毛球公開賽         | 超級300賽  | 女子單打 | 準決賽 |
| 2021年 | 全英羽毛球公開賽         | 超級1000賽 | 女子單打 | 亞軍   |
| 2021年 | 奧爾良羽毛球大師賽       | 超級100賽  | 女子單打 | 準決賽 |
| 2021年 | 優霸盃                   | 其他       | 女子團體 | 季軍   |
| 2021年 | 印尼羽毛球公開賽         | 超級1000賽 | 女子單打 | 準決賽 |
| 2021年 | 世界羽聯世界巡迴賽總決賽 | 總決賽     | 女子單打 | 準決賽 |
| 2022年 | 韓國羽毛球公開賽         | 超級500賽  | 女子單打 | 亞軍   |
| 2022年 | 優霸盃                   | 其他       | 女子團體 | 季軍   |
| 2022年 | 東南亞運動會羽毛球比賽   | 其他       | 女子團體 | 金牌   |
| 2022年 | 東南亞運動會羽毛球比賽   | 其他       | 女子單打 | 金牌   |
| 2022年 | 澳洲羽毛球公開賽         | 超級300賽  | 女子單打 | 準決賽 |
| 2023年 | 瑞士羽毛球公開賽         | 超級300賽  | 女子單打 | 冠軍   |
| 2023年 | 亞洲運動會羽毛球比賽     | 其他       | 女子團体 | 銅牌   |
| 2023年 | 北極羽毛球公開賽         | 超級500賽  | 女子單打 | 準決賽 |
| 2023年 | 海洛羽毛球公開賽         | 超級300賽  | 女子單打 | 準決賽 |
| 2024年 | 泰國羽毛球公開賽         | 超級500賽  | 女子單打 | 準決賽 |
| 2024年 | 新加坡羽毛球公開賽       | 超級750賽  | 女子單打 | 準決賽 |
| 2024年 | 香港羽毛球公開賽         | 超級500賽  | 女子單打 | 準決賽 |
| 2024年 | 熊本羽毛球大師賽         | 超級500賽  | 女子單打 | 準決賽 |
| 2025年 | 印度羽毛球公開賽         | 超級750賽  | 女子單打 | 亞軍   |
| 2025年 | 泰國羽毛球大師賽         | 超級300賽  | 女子單打 | 冠軍   |
| 2025年 | 亞洲羽毛球混合團體錦標賽 | 其他       | 混合團體 | 季軍   |
| 2025年 | 泰国羽毛球公开赛         | 超級500賽  | 女子單打 | 亞軍   |

| 2007-2017年 | 首要超級賽 | 超級賽 | 黃金大獎賽 | 大獎賽 | 國際挑戰賽 | 國際系列賽 | 未來系列賽 | 其他 |

| 2018-2026年 | 總決賽 | 超級1000賽 | 超級750賽 | 超級500賽 | 超級300賽 | 超級100賽 | 國際挑戰賽 | 國際系列賽 | 未來系列賽 | 其他 |

### 奧運會和世錦賽參賽紀錄
|          | 2018  | 2019 | 2021 | 2022 | 2023 |
| -------- | ----- | ---- | ---- | ---- | ---- |
| 女子單打 | 64強1 | 32強 | 16強 | 16強 | 16強 |

1賽前退賽

## 主要对賽记录
蓬帕威·磋楚翁與主要對手的對賽成績如下（只列出對賽五次或以上對手，截至2023年6月15日）：

| 對手               | 對賽次數 | 對賽結果 | 對賽結果 | 總計 |
| 對手               | 對賽次數 | 勝       | 負       | 總計 |
| ------------------ | -------- | -------- | -------- | ---- |
| 拉差諾·依瑟儂      | 6        | 2        | 4        | -2   |
| 布桑蘭·恩布魯龐    | 7        | 3        | 4        | -1   |
| 卡羅列娜·馬琳      | 10       | 1        | 9        | -8   |
| 陳雨菲             | 11       | 1        | 10       | -9   |
| 何冰嬌             | 13       | 2        | 11       | -9   |
| 成池鉉（退役）     | 6        | 2        | 4        | -2   |
| 安洗瑩             | 7        | 0        | 7        | -7   |
| 山口茜             | 11       | 4        | 7        | -3   |
| 奧原希望           | 6        | 1        | 5        | -4   |
| 普薩拉·文卡塔·辛度 | 9        | 3        | 6        | -3   |
| 塞娜·內維爾        | 6        | 1        | 5        | -4   |
| 阮翠玲             | 7        | 6        | 1        | +5   |
| 戴資穎             | 6        | 2        | 4        | -2   |
| 李盈盈（退役）     | 5        | 5        | 0        | +5   |
| 吳堇溦             | 6        | 3        | 3        | 0    |